# Сельское поселение Ваеги
Се́льское поселе́ние Вае́ги — муниципальное образование в Анадырском районе Чукотского автономного округа Российской Федерации.
Административный центр — село Ваеги.

## История
Статус и границы сельского поселения установлены Законом Чукотского автономного округа от 24 ноября 2008 года № 148-ОЗ «О статусе, границах и административных центрах муниципальных образований на территории Анадырского муниципального района Чукотского автономного округа»

## Население
| 2010 | 2012 | 2013 | 2014 | 2015 | 2016 | 2017 |
| ---- | ---- | ---- | ---- | ---- | ---- | ---- |
| 497  | ↘475 | ↘452 | ↘432 | ↘429 | ↘426 | ↘420 |
| 2018 | 2021 | 2023 |      |      |      |      |
| ↗421 | ↘394 | ↘379 |      |      |      |      |

## Состав сельского поселения
| № | Населённый пункт | Тип населённого пункта       | Население |
| - | ---------------- | ---------------------------- | --------- |
| 1 | Ваеги            | село, административный центр | ↘379      |